# Philaia jassargiforma
Philaia jassargiforma är en insektsart som beskrevs av Dlabola 1952. Philaia jassargiforma ingår i släktet Philaia och familjen dvärgstritar. Inga underarter finns listade i Catalogue of Life.